# اوا ایر

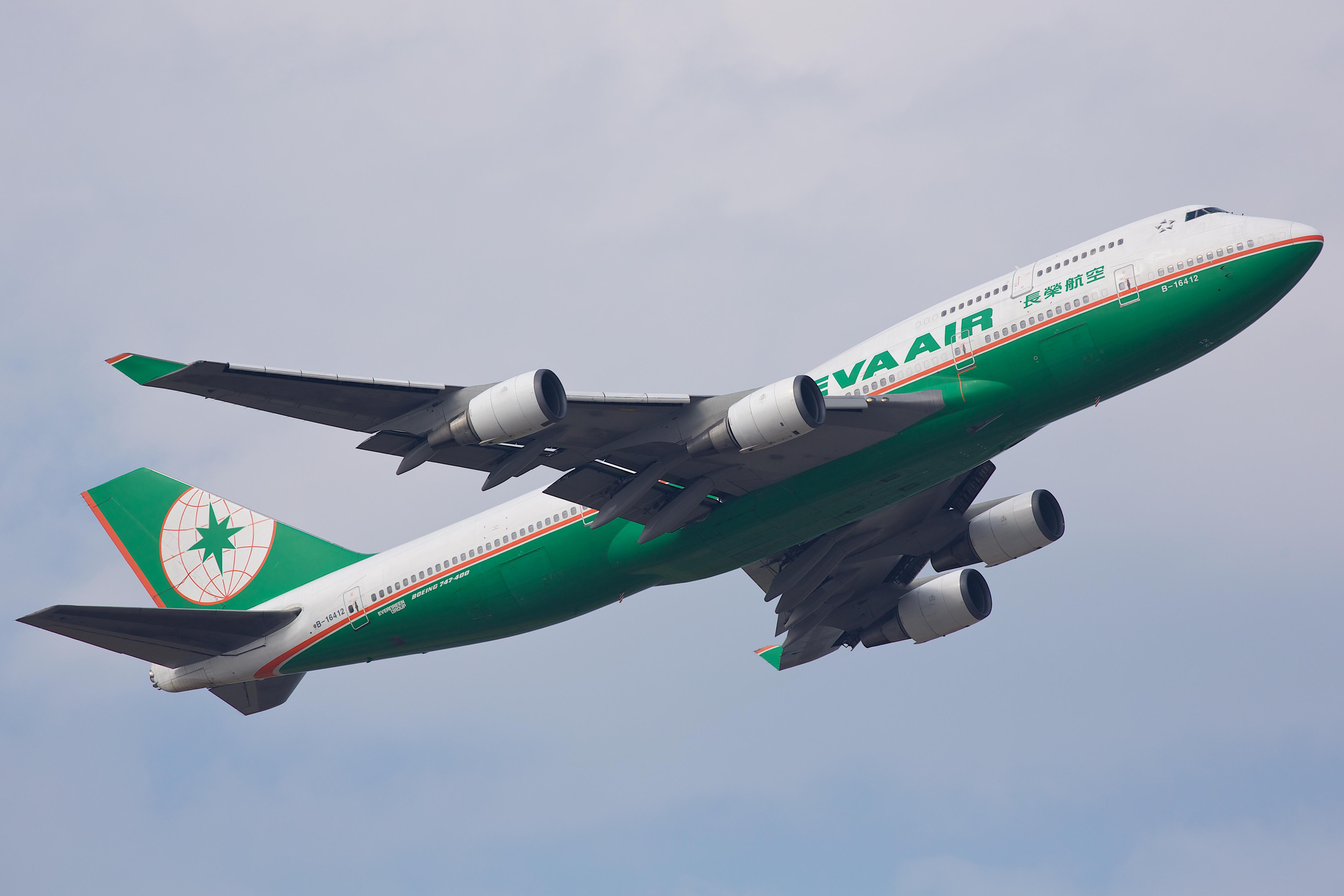
هواپیمای بوئینگ ۷۴۷ متعلق به اوا ایر

اوا ایر (به انگلیسی: EVA Air) (با تلفظ ایی وی اِی ایر) شرکت هواپیمایی تایوانی است، که به‌عنوان ششمین خطوط هواپیمایی امن جهان، شناخته می‌شود.
شرکت اوا ایر در سال ۱۹۸۹ راه‌اندازی شد و در حال حاضر روزانه به ۷۳ مقصد در آسیا، استرالیا، اروپا و آمریکای شمالی، پروازهای مستقیم دارد.
دفتر مرکزی این شرکت در شهر تائویوان، تایوان قرار دارد و فرودگاه بین‌المللی تائویوان تایوان، قطب این شرکت هواپیمایی به‌شمار می‌آید.
سهام شرکت اوا ایر در بازار بورس تایوان معامله می‌شود. این شرکت در حال حاضر در ناوگان هوایی خود، دارای ۶۱ فروند هواپیمای جت مسافربری می‌باشد، که هواپیماهای این ناوگان از سه شرکت بوئینگ، ایرباس و مک‌دانل داگلاس تشکیل شده‌اند.
در سال ۲۰۱۶ سایت معتبر worldairlineawards که رده‌بندی‌های شرکت‌های هوایی در جهان راانجام می‌دهد، شرکت هوایی سنگاپور را به عنوان هشتمین خط هوایی برتر سال انتخاب کرد.